# 結花子
結花子（ゆかこ、1983年（昭和58年）8月31日 - ）は、日本のモデルである。大阪府で生まれ、兵庫県育ち、MODELS、テンカラットを経て、現在はフロスに所属している。本名は非公開。

## 人物
- 身長171cm、スリーサイズ80・58・87[要出典]、左眼下の涙ぼくろとえくぼが特徴である。16歳の時に大阪でスカウトされてモデルとして働き始め、当初から多忙な高校生活を送る。20歳の時に上京して様々な雑誌、ポスター、CM、コレクションショーなどで活動している。2016年1月7日にCD「Once A Month」で自ら作詞したバラードを歌った。
- 2012年12月29日、モデルで俳優の敦士と入籍[2][3]して2013年11月9日に挙式した。夫婦で出演した行列のできる法律相談所で、鬼嫁などと騒がれたが優しく夫をたてる肝っ玉のすわった女性、と語られた。
- 幼少時から動物を好み、過去に殺処分前の犬や猫を飼育し、爬虫類、昆虫、虎、シャチを好む。
- 2017年3月6日に第1子の出産が発表された。性別・名前は非公開[4]。後に夫が息子と公表している。
- 2022年4月に第二子の妊娠を発表、後に女児を出産。

## 主な出演

### CMなど
- アサヒ ビール　花鳥風月
- ドクターシーラボ
- SUBARU LEVORG
- たかの友梨  イメージモデル
- ダイハツ　[CAST STYLE]
- アルビオン　「スキンケア」
- Panasonic サイクロン掃除機
- オッペン化粧品
- RIZAP　ライザップ (銀行強盗篇)
- JAL 「国際線　新・間隔エコノミー」
- ネスレ　ネスカフェ　　ネスカフェアンバサダー[ネスカフェ ゴールドブレンド コク深め ] ‘15.5〜
- RIZAP　ライザップ（さりげなく篇）
- 資生堂 ザ・コラーゲン
- TOYOTA AQUA
- カネボウ コフレドール
- 森永乳業 リプトン [海辺の乗馬篇」
- ホテルオークラ イメージガール
- 花王 キャンペーンモデル
- 花王 ヘルシア スパークリング ブラッドオレンジフレーバー
- 資生堂 マシェリ
- Canon
- ユニリーバ・ジャパン　Dove
- ホテルオークラ　イメージモデル
- ハイアットリージェンシー東京　イメージモデル
- バナナ・リパブリック
- カネボウ　フリープラス
- ノーダウトトラックス Noa-過ぎ去りし日のアイノウタfeat.吉見一星 PV

### 雑誌
- MORE
- CREA
- Gainer
- VERY（レギュラー）
- ゼクシィ

### ファッションショー
- 神戸コレクション
- 東京コレクション
- 桂由美コレクションショー

### テレビ番組
- ラブシャッフル （TBSテレビ）
- めちゃ×2イケてるッ! （フジテレビ）
- 踊る!さんま御殿!! （日本テレビ）
- 行列のできる法律相談所 （日本テレビ）
- ナカイの窓 （日本テレビ）
- PS三世　（中京テレビ）
- 芸能界が認めた100人（フジテレビ）
- 東京撫子　～お弁当～　(テレビ東京)

### ディスコグラフィー
- シングル
  1. Once A Month（2016年1月9日）